# Rosemarie Trockelová
Rosemarie Trockelová (* 13. listopadu 1952, Schwerte v Severním Porýní–Vestfálsku) je německá výtvarná umělkyně. Její všestranná umělecká tvorba zahrnuje obrazy a kresby, sochy a objekty, video díla a instalace. Od roku 1998 byla profesorkou sochařství na Umělecké akademii v Düsseldorfu. Řadu let se umisťuje na předních místech žebříčku nejvýznamnějších současných umělců Kunstkompass vydávaném v Německu. 

## Život
Trockelová se narodila jako prostřední ze tří dcer strojního inženýra a jeho manželky. Vyrostla v okresním městě Opladen, nynější součásti Leverkusenu. Kreslit začala již v raném věku, i když s rodinou nikdy nenavštěvovala výstavy ani muzea. 
V roce 1971 začala studovat na Pedagogické univerzitě v Kolíně nad Rýnem, obory antropologie, sociologie, teologie a matematika. V letech 1974 až 1978 Trockelová studovala malbu u Wernera Schrieferse na katedře umění a designu Rheinische Fachhochschule (RHF). Zde natočila své první filmy na formát 8 mm, včetně filmu s názvem Sei kein Kind von Traurigkeit (Nebuď dítětem smutku). V roce 1980 se spřátelila s urbanistkou Monikou Sprüthovou a odcestovala s ní do USA. Poznala umělkyně Jenny Holzerovou, Barbaru Krugerovou a Cindy Shermanovou. Jejich díla ji nasměrovala k vlastnímu výtvarnému pojetí, kterým se vyjadřovala k otázkám feminismu. Během roku 1980 pracovala také pro časopis Eau de Cologne, který byl zaměřen na práci umělkyň. ‎Monika Sprüthová si v roce 1983 otevřela v Kolíně nad Rýnem galerii zaměřenou na propagaci mladých umělkyň a Rosemarie Trockelová tam začala vystavovat své práce.
Od první samostatné výstavy v Kolíně nad Rýnem a Bonnu vzbudila její díla koncem 80. let velkou pozornost zejména v USA. V roce 1988 vystavovala v Muzeu moderního umění v New Yorku, v roce 1991 v Muzeu současného umění v Chicagu a v Institutu současného umění v Bostonu. Měla samostatné výstavy v Kunstmuseu v Basileji, Moderna Museet v Malmö, Museu Reina Sofía v Madridu, Muzeum Ludwig v Kolíně nad Rýnem, Serpentine Galleries v Londýně a dalších institucích. Zúčastnila Benátského bienále (1999) a Documenty v Kasselu (1997), kde způsobila senzaci svým Domem pro prasata a lidi, který postavila se svým přítelem výtvarníkem Carstenem Höllerem. 
Od roku 1998 je Rosemarie Trockelová profesorkou sochařství na umělecké akademii v Düsseldorfu. V roce 1995 se stala členkou berlínské Akademie umění, sekce výtvarných umění. V roce 2012 byla jmenována členkou Akademie věd a umění Severního Porýní-Vestfálska. Trockelová je od října 2012 zakládajícím členem Akademie umění v Kolíně nad Rýnem. V roce 2021 byla zvolena do Americké akademie umění a věd.
Trockelová žije v Kolíně-Hahnwaldu. Při požáru, který vznikl ve sklepě jejího domu v roce 2016, bylo zničeno několik cenných uměleckých děl uložených v suterénu. 

## Dílo

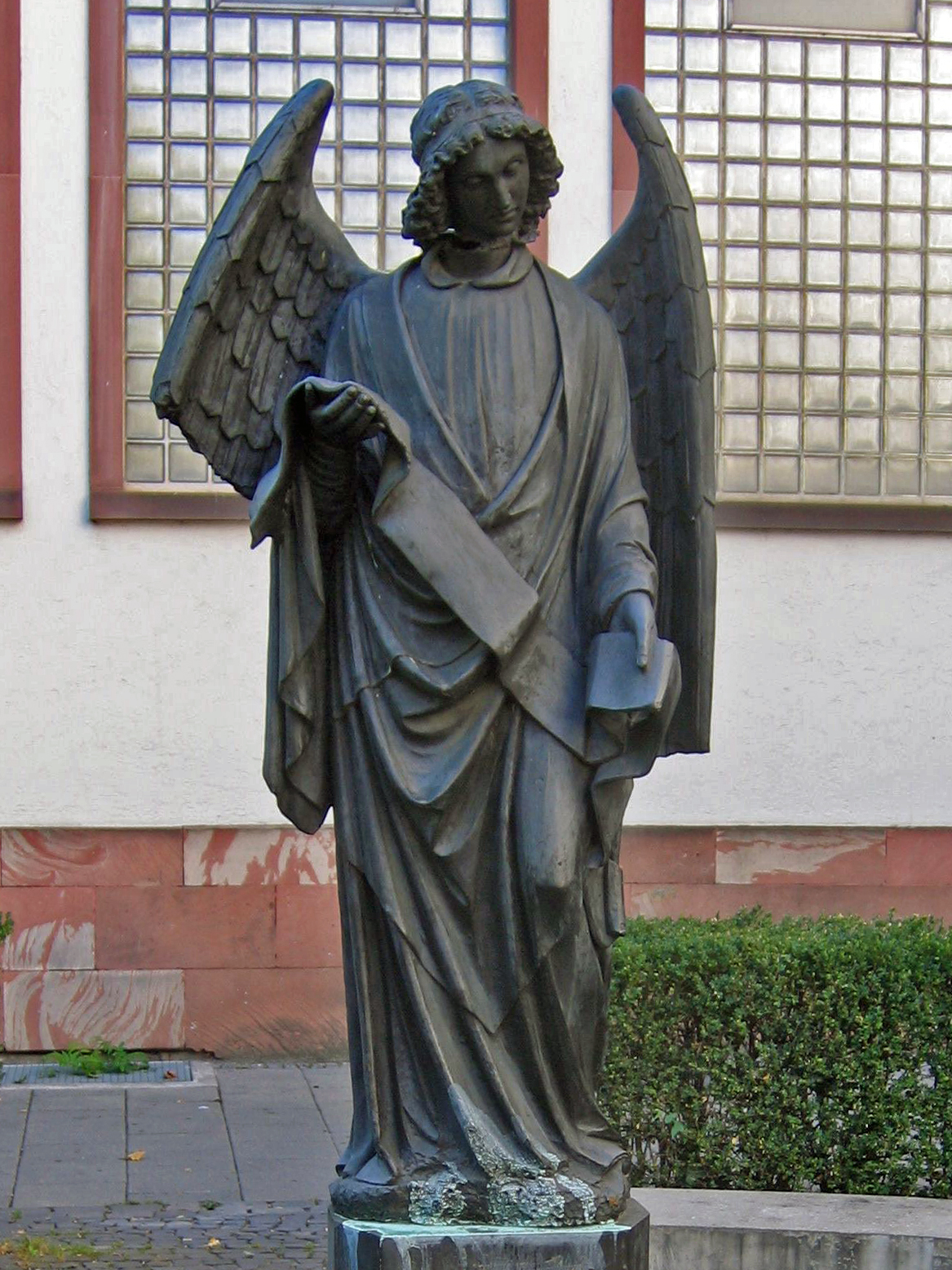
Rosemarie Trockelová: Frankfurtský anděl (1994)

Ve své tvorbě se zpochybňuje tradiční představy o úloze žen ve společnosti, kultuře a umělecké produkci, často s ironickým vyzněním. S využitím široké škály materiálů, včetně videa, keramiky, kresby, nalezených artefaktů a pletených děl vyvolává otázky týkající se politiky, rodinného života, erotiky a fantazie. Používá různá média, jako je fotografie, kresba, koláž, socha a video. V její tvorbě se prolínají aspekty pop–artu a konceptuálního umění a také minimalismu, surrealismu a modernistické abstrakce.
Rosemarie Trockelová je známá zejména svými velkoformátovými pletenými obrazy, které začala vyrábět už začátkem osmdesátých let. Byly vytvořeny pomocí strojově pletených látek napnutých na rám. Jsou buď jednobarevné, nebo obsahují počítačem generované vzory s geometrickými motivy. V některých případech jsou na nich různé symboly, loga či ochranné známky, jako nápis Made in West Germany‎‎, Woolmark, srp a kladivo, králíček z Playboye. V podobném duchu tvoří Trockelová své sochy, například ze spirálových elektrických plotýnek, pletených objektů (Schizo-pullover,1988), paruk ( Dům pro vši, 1994) a dává jim nové významy.
Přes svou potřebu experimentovat si zachovala schopnost pracovat s tradičními sochařskými a malířskými technikami, jak je vidět na objektech, jako je její bronzová socha Frankfurter Engel (Frankfurtský anděl) z roku 1994, památník ve Frankfurtu nad Mohanem homosexuálním obětem Třetí říše.

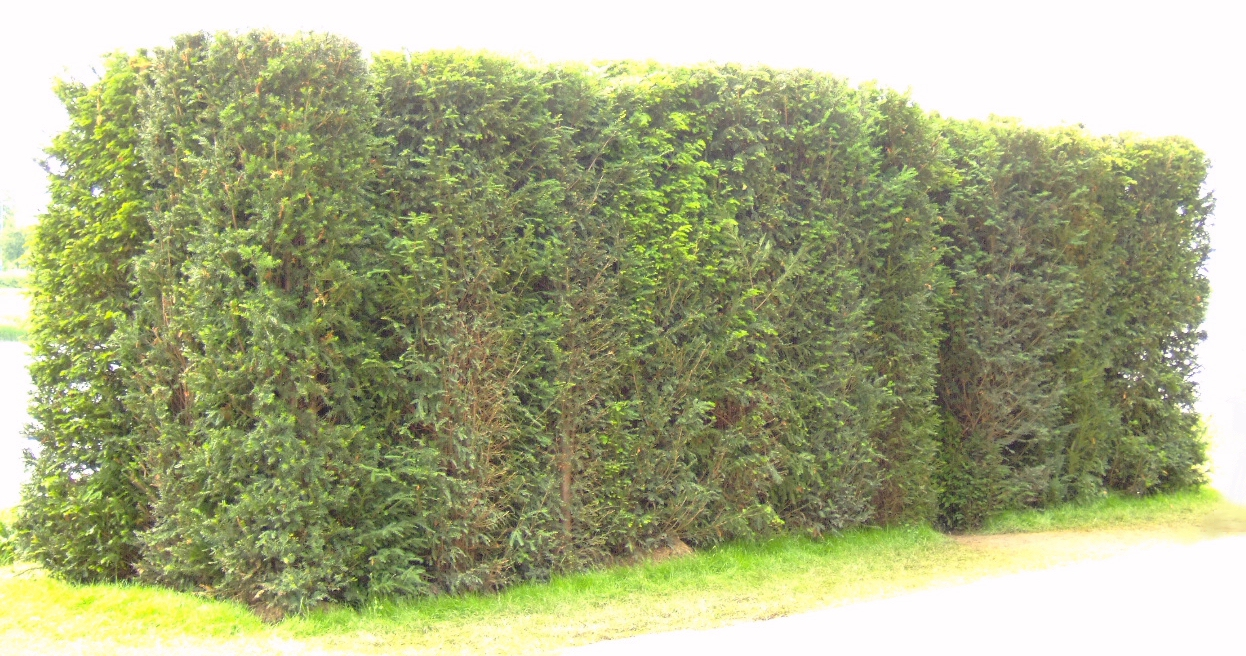
Rosemarie Trockelová: socha z tisových keřů na břehu řeky Aasee v Münstru (2007)

Od počátku 21. století navrhuje takzvané pohyblivé stěny, díla vyrobená z potažených hliníkových disků, které jsou připevněny ke stěně jako pohyblivé flitry a přeměňují zeď na obrazový povrch, který různými způsoby láme světlo. Také se vrací k dříve vytvořeným materiálům, které kombinuje a upravuje do koláží nebo fotomontáží. Od roku 2015 tak vzniklo několik sérií digitálně upravených fotografií pod názvem Cluster. Podle vlastních snímků také maluje série olejových obrazů.
Od roku 2007 Trockelová vytvořila vytvořila sérii krajinných instalací s názvem Weniger wild als andere (Méně divoká než ostatní). Díla, která se původně jeví jako nedílná součást krajiny, ale při bližším pohledu dráždí a následně vybízí k úvahám, především o vztahu mezi uměním a přírodou. Tyto přírodní sochy jsou umístěny například v Münstru na břehu řeky Aasee a v rodném Schwerte, kde vznikl nový krajinářský park. 
Pro sezónu 2008/2009 ve Vídeňské státní opeře navrhla obraz na železnou oponu o ploše 176 m². Její obraz s názvem Cellar (Sklep) z černé vlny z roku 1988 byl fotograficky zvětšen a digitálně upraven.